# Team Ninja
Team Ninja är en japansk datorspelsutvecklare som grundades 1995 och förut leddes av Tomonobu Itagaki. Gruppen är ett dotterföretag till Tecmo och mest känd för spelserierna Dead or Alive och Ninja Gaiden.
Team Ninjas spel Ninja Gaiden 2 till Xbox 360 gavs ut av Microsoft Game Studios och blev därmed deras första spel som inte getts ut av Tecmo. Tecmo gav senare ut en förbättrad version av Ninja Gaiden 2 till Playstation 3 under namnet Ninja Gaiden Sigma 2.
Den 3 juni 2008 meddelade Dead or Alives skapare Tomonobu Itagaki att han ämnade lämna Tecmo och Team Ninja på grund av svårigheter med Tecmo den 1 juli samma år. Han sade även i samma uttalande som sitt uppsägande att han höll på med att skicka in en stämning mot sin tidigare arbetsgivare därför att han inte fått visa bonusar utbetalda för arbetet med Dead or Alive 4 till Xbox 360. Itagaki sparkades från Tecmo 18 juni 2008.
På sin presskonferens under E3-mässan 2009, den 2 juni, meddelade representanter för Nintendo att Team Ninja arbetade på ett nytt spel i Metroid-serien till Wii, med namnet Metroid: Other M. Spelet släpptes 31 augusti 2010 i Nordamerika och i september i resten av världen.

## Ludografi
- Dead or Alive – Arkad, Sega Saturn, Playstation (1996)
- Dead or Alive 2 – Arkad, Dreamcast, Playstation 2 (2000)
- Dead or Alive 3 – Xbox (2001)
- Dead or Alive Xtreme Beach Volleyball – Xbox (2003)
- Ninja Gaiden – Xbox (2004)
- Dead or Alive Ultimate – Xbox (2004)
- Ninja Gaiden Black – Xbox (2005)
- Dead or Alive 4 – Xbox 360 (2005)
- Dead or Alive Xtreme 2 – Xbox 360 (2006)
- Ninja Gaiden Sigma – Playstation 3 (2007)
- Ninja Gaiden Dragon Sword – Nintendo DS (2008)
- Ninja Gaiden II – Xbox 360 (2008)
- Ninja Gaiden Sigma 2 – Playstation 3 (2009)
- Dead or Alive Paradise – Playstation Portable (2010)
- Metroid: Other M – Wii (2010)[3]
- Dead or Alive Dimensions – Nintendo 3DS (2011)
- Ninja Gaiden 3 – Playstation 3, Xbox 360 (2012)
- Ninja Gaiden Sigma Plus – Playstation Vita (2012)
- Dead or Alive 5 – Playstation 3, Xbox 360 (2012)
- Ninja Gaiden 3: Razor's Edge – Wii U (2012)
- Dead or Alive 5 Plus – Playstation Vita (2013)
- Dead or Alive 5 Ultimate – Playstation 3, Xbox 360 (2013)
- Yaiba: Ninja Gaiden Z – Playstation 3, Xbox 360, Microsoft Windows (2014)
- Hyrule Warriors – Wii U, Nintendo DS, Nintendo Switch (2014)
- Dead or Alive 5 Last Round – Microsoft Windows, Playstation 3, Playstation 4, Xbox 360, Xbox One (2015)
- Dissidia Final Fantasy NT – Arcade, Playstation 4 (2015)
- Dead or Alive Xtreme 3 – Playstation 4, Playstation Vita (2016)
- Nioh – Playstation 4, Microsoft Windows (2017)
- Dissidia Final Fantasy: Opera Omnia – Android, iOS (2017)
- Fire Emblem Warriors – Nintendo Switch, New Nintendo 3DS (2017)